# ゾクセイ
『ゾクセイ』は、松山せいじによる日本の漫画。『週刊少年チャンピオン』（秋田書店）において、2006年6号から2007年39号まで連載されたラブコメ漫画である。単行本は全4巻。

## 概要
オムニバス形式の構成で、各話がだいたい1話完結となっている。ヒロインと関わる男子（以下、主人公と表記）の名前は「○○」としか表されず、具体的な名前は示されていない。タイトルは、「〜の場合（〜のバアイ、という表記も。 〜にヒロインの名前や紹介が入る）」となっている。
普段は主人公にとって憧れの存在（あるいは、とっつきにくい、存在が近すぎる等）であるヒロインが、あるとき主人公と二人きりの場でそれまでに見せてこなかった一面が露呈。以後、主人公とヒロインが以前より近い存在になる、というのが大まかな話の流れ。このように、普段は見えない女の子の意外な一面を発見するというコンセプトの話が中心となっている。なお1話は7、8ページ程度だが、そのうち1ページは見せ場の大ゴマで、主人公との密着シーンが多い。

## 登場人物

### 単行本第1巻
秋宮 蘭（あきみや らん）
身長 162cm。体重 47kg。血液型 O。年齢 20歳。 スリーサイズは89(F)・56・85。
主人公の住んでいるマンションの、隣の部屋に住むお姉さん。普段は真面目な女子大生なのだが、主人公の前では下着姿で現れるなど大胆な行動をとりがち。教師を目指している。「勉強を手伝うことは自分のためにもなる」ということで、英語の苦手な主人公の家庭教師を申し出る。
第30、66、83話（最終話）にも再登場し、本作ヒロイン中では最多登場。
塚森 由紀（つかもり ゆき）
身長 158cm。体重 47kg。血液型 A。年齢 16歳。スリーサイズは97(I)・56・83。
出席番号32番。文学クラブ所属。いつも教室の隅の席で本を読んでいて、クラスでは目立つ方ではない女の子。しかしふとしたきっかけで、主人公は彼女の魅力を知る。『週刊少年チャンピオン』2004年26号にて、「校舎の中の少女たち 〜塚森さんの場合〜」という形で掲載され、この漫画の先駆けともなった作品である。
月島 もみじ（つきしま もみじ）
身長 159cm。体重 45kg。血液型 A。年齢 16歳。スリーサイズは84(C)・55・82。
度の強い眼鏡をかけた、地味な女の子。冬期宿泊訓練で泊まった温泉宿で、男子仲間に無理やり女湯のぞきをさせられた主人公は、そこに見慣れない美少女の姿を見つける。
下月 人美（しもつき ひとみ）
身長 164cm。体重 49kg。血液型 A。年齢 17歳。スリーサイズは81(B)・59・84。
主人公の学校の女番長。ケンカが強く、他校の男子にもひけをとらない。ただ、その外見から学校中でも恐れられている。ある日、主人公は町のショーウィンドウを見つめる彼女を見かける。
椿 美麗（つばき みれい）
身長 170cm。体重 50kg。血液型 AB。年齢 24歳。スリーサイズは102(I)・60・89。
主人公のクラスの担任。他人にも自分にも厳しいことで知られており、「鉄の女教師」と呼ばれている。生徒を叱る際は、全員を正座させて説教するほど厳しい。しかし、そんな先生にも意外な弱点が……。
桜（さくら）
身長 143cm。体重 31kg。血液型 不明。年齢 15歳。 スリーサイズは80(D)・52・79。
主人公の学校の陸上部のスターであり、アイドル。多くの大会で優勝し、マスコミの前でも学校でも、いつも魅力的な笑顔でいる。ある日主人公は、陸上の練習の終わった彼女の姿を見かける。
春町 たんぽぽ（はるまち たんぽぽ）
身長 155cm。体重 49kg。血液型 O。年齢 不明。スリーサイズは111(K)・62・87。
主人公の学校の新任保健医。本人にその気はなくても、露出や大胆な行動で主人公を困惑させる。授業をサボるため、保健室に来た主人公であったが……。
頭城 あんず（かしらぎ あんず）
身長 147cm。体重 36kg。血液型 A。年齢 12歳。スリーサイズは71(?)・52・74。
主人公の隣の家に住む、妹のような幼馴染。しかしその響きとは裏腹に、あんずは小姑のように口やかましく小言を言ってくる。そんなある晩、主人公は彼女と2人で、留守番をすることになる。
鳥栖 かもめ（とす かもめ）
身長 161cm。体重 49kg。血液型 O。年齢 16歳。スリーサイズは81(B)・60・85。
クラスの保健委員。いつも居眠りばかりしている、猫のような女の子。ある日、転んで擦り傷をしてしまった主人公。すると……。
相川 つばさ（あいかわ つばさ）
身長 158cm。体重 43kg。血液型 AB。年齢 16歳。スリーサイズは72(A)・53・80。
主人公のクラスの転入生。誰ともしゃべらず、いつも一人でいる。そんなある日、主人公は犬と楽しく遊ぶ彼女を見かける。
小島 のぞみ（こじま のぞみ）
身長 184cm。体重 57kg。血液型 A。年齢 16歳。スリーサイズは93(F)・56・88。
演劇部の大道具係。引っ込み思案で、前髪が長いため素顔もよく分からない。ある日、高いところにある荷物が取れなかった主人公は、彼女にそれを取ってもらうが……。
霧里 志乃（きりさと しの）
身長 157cm。体重 43kg。血液型 AB。年齢 16歳。スリーサイズは82(B)・58・81。
「真面目」の言葉がピッタリ当てはまる、主人公のクラス委員長。ある日、カラオケボックスでアルバイトをしている主人公が個室にジュースを持っていくと、そこにはロックを気持ちよさそうに歌う女の子がいた。
愛川 留衣（あいかわ るい）
身長 160cm。体重 45kg。血液型 AB。年齢 17歳。スリーサイズは84(C)・59・82。
スカートが短かったり、宿題を忘れたりといった、主人公のクラスの問題児。ある日主人公が銭湯に行ったとき、たくさんの弟や妹の面倒を見る女の子に会うが……。
椿 ひなた（つばき ひなた）
身長 168cm。体重 49kg。血液型 A。年齢 25歳。スリーサイズは98(H)・61・90。
主人公の住む寄宿舎で寮母を務める女性。管理が厳しいことで知られるが、ある日主人公の部屋に入っていた彼女は……。
清水 愛子（しみず あいこ）
身長 159cm。体重 49kg。血液型 B。年齢 16歳。スリーサイズは87(E)・55・83。
学校では何の取り柄も無く、だらしない印象の女の子だった。だがフィギュアスケートの会場で、主人公は彼女のその活躍ぶりを目の当たりにする。
二階堂 ありす（にかいどう ありす）
身長 161cm。体重 46kg。血液型 B。年齢 16歳。スリーサイズは87(F)・54・82。
成績優秀、運動神経も良く、なおかつスタイルも良いクラスの人気者の女の子。ある日、主人公は何故か彼女の家に招かれることになったが……。
千草 さなえ（ちぐさ さなえ）
身長 158cm。体重 46kg。血液型 A。年齢 16歳。スリーサイズは105(J)・57・85。
主人公の幼馴染の女の子。最近は何故か好きだったプールの授業を、見学ばかりしている。何やら悩みがあると言うさなえ。主人公は、彼女の相談にのることになる。
夏目 昭子（なつめ しょうこ）
身長 167cm。体重 49kg。血液型 AB。年齢 26歳。スリーサイズは91(E)・60・88。
いつも難しそうな本を読んでいる司書のお姉さん。彼女とは対照的に漫画ばかり読んでいる主人公にとっては、漫画本を借りにくい存在だったが……。
ベッキー・バルボア
身長 167cm。体重 49kg。血液型 B。年齢 15歳。スリーサイズは100(I)・62・90。
アメリカからの交換留学生。快活な性格で主人公に懐く。そんな彼女は夜に涙を流していた。
坂本 乙女（さかもと おとめ）
身長 165cm。体重 45kg。血液型 A。年齢 18歳。スリーサイズは85(D)・53・81。
主人公も入部している、弓道部の部長。何事にも真面目に取り組む彼女は、部員の憧れの的となっている。そんなある日、主人公は町で何かに見入る彼女を見かけるが……。

### 単行本第2巻
春野 ななえ（はるの ななえ）
身長 157cm。体重 45kg。血液型 A。年齢 16歳。スリーサイズは90(J)・56・83。
主人公のクラスメイトで憧れの存在。実家の銭湯に現れ……。
安武 光（やすたけ ひかり）
身長 152cm。体重 40kg。血液型 A。年齢 15歳。スリーサイズは85(D)・54・81。
主人公と安武はほとんど教室で話したこともなかったが、友人の提案もあって、ある日2人きりで海の綺麗な田舎に出かける。
渥美 桜子（あつみ さくらこ）
身長 165cm。体重 49kg。血液型 AB。年齢 18歳。スリーサイズは86(D)・60・89。
無愛想なことで知られるウエイトレス。ある日主人公は渥美が転んで倒れそうになったところ助け、これにより彼女のかわいらしい一面を知る。
東 零花（あずま れいか）
身長 164cm。体重 50kg。血液型 A。年齢 24歳。スリーサイズは117(K)・62・89。
主人公の通う歯科医の歯科助手のお姉さん。いつもオドオドしているけれど、仕事には真剣で……。
宝田 明良（たからだ あきら）
身長 158cm。体重 48kg。血液型 B。年齢 16歳。スリーサイズは82(B)・60・86。
いつもクラスで猥談を行い周囲を盛り上げる彼女のコンプレックスを、主人公はある日見てしまう。
山見 小春（やまみ こはる）
身長 141cm。体重 32kg。血液型 A。年齢 15歳。スリーサイズは69(？)・52・77。
主人公が通学に乗っている電車で、よく見かける女の子。気になる存在だったが、なかなか声をかけられずにいた。そんなある日、乗った電車は珍しく満員となっており……。
外部 めばえ（そとべ めばえ）
身長 165cm。体重 50kg。血液型 AB。年齢 20歳。スリーサイズは98(G)・63・89。

氷山 ミカ（ひやま みか）
身長 159cm。体重 46kg。血液型 B。年齢 16歳。スリーサイズは85(E)・57・84。

岡本 ミキ（おかもと みき）
身長 162cm。体重 49kg。血液型 B。年齢 16歳。スリーサイズは81(B)・58・85。
主人公の中学からの美術仲間。互いに異性という認識を持っていなかったが、ひょんなことからヌードデッサンを描くことになり……。
大川 ミチル（おおかわ みちる）
身長 141cm。体重 32kg。血液型 A。年齢 15歳。スリーサイズは？・？・？。

夏目 メイ（なつめ めい）
身長 167cm。体重 49kg。血液型 A。年齢 21歳。スリーサイズは94(G)・60・89。

三上 あやの（みかみ あやの）
身長 164cm。体重 49kg。血液型 B。年齢 16歳。スリーサイズは89(F)・60・87。

白川 百合香（しらかわ ゆりか）
身長 149cm。体重 39kg。血液型 O。年齢 14歳。スリーサイズは82(B)・52・80。

水野 亜樹（みずの あき）
身長 161cm。体重 45kg。血液型 B。年齢 16歳。スリーサイズは83(C)・59・84。

薬院 みく（やくいん みく）
身長 149cm。体重 40kg。血液型 B。年齢 15歳。スリーサイズは84(D)・55・80。

秋町 美萌（あきまち みもえ）
身長 143cm。体重 50kg。血液型 ?。年齢 15歳。スリーサイズは111(Q)・55・77。
吹奏楽部への入部を希望している女の子。得意楽器は太鼓らしく、早速主人公の前で披露することになるが……。
神田 志保（かんだ しほ）
身長 161cm。体重 48kg。血液型 A。年齢 16歳。スリーサイズは95(H)・56・82。

夏野 向日葵（なつの ひまわり）
身長 141cm。体重 39kg。血液型 O。年齢 15歳。スリーサイズは73(？)・52・79。

天海 真矢（あまみ まや）
身長 163cm。体重 49kg。血液型 AB。年齢 21歳。スリーサイズは95(G)・59・87。
主人公の学校に教育実習に来ている女子大生。期待とは裏腹にひたすら厳しく、男子はすっかり幻滅気味。そんなある日、主人公は体育館裏に一人でいる彼女を見つける。

### 単行本第3巻
日向 みのり（ひゅうが みのり）
身長167cm。体重48kg。血液型AB。年齢17歳。スリーサイズは89（F）・60・88。
主人公の通っている空手道場の娘で師範代。非常に気の強い性格で、主人公を無理矢理夏祭りに連れて行くが……。
阿佐ヶ谷 十夢（あさがや とむ）
身長157cm。体重41kg。血液型B。年齢16歳。スリーサイズは80（B)・54・82。

川上 香奈（かわかみ かな）
身長161cm。体重49kg。血液型O。年齢23歳。スリーサイズは99（I)・61・88。

本橋 陽子（もとはし ようこ）
身長169cm。体重51kg。血液型AB。年齢19歳。スリーサイズは81（B)・57・84。
主人公がアルバイトをしているスーパーの先輩。仕事は真面目なのだが、誰とも話したがらず、主人公に取ってやや苦手な存在。そんなある日、主人公は彼女と2人で仕事に入ることになる。
糸井 メイ（いとい メイ）
身長175cm。体重49kg。血液型B。年齢12歳。スリーサイズは89（E)・54・81。
主人公の従妹。数年間会っていない間に大きく風貌を変化させた。
大崎 ひかる（おおさき ひかる）
身長159cm。体重45kg。血液型AB。年齢16歳。スリーサイズは83(C)・58・82。

アデレイド・コリン
身長139cm。体重32kg。血液型B。年齢14歳。スリーサイズは67・48・72。
留学生であり勉学・スポーツが極めて優秀だが、昼休み中にあることに困っており、主人公はそれを助けることにした。
東 零菜（あずま れいな）
身長164cm。体重51kg。血液型A。年齢歳19。スリーサイズは135~136(S)・64・92。
主人公の家庭教師のお姉さん。勉強はきっちり教えてくれるが、意図せず大胆な露出をし、主人公を困惑させる。第81話にも再登場。
天道 マリ（てんどう マリ）
身長161cm。体重49kg。血液型AB。年齢16歳。スリーサイズは87(E)・58・86。
双子でルイの姉。
天道 ルイ（てんどう ルイ）
身長161cm。体重49kg。血液型AB。年齢16歳。スリーサイズは88(F)・58・85。
双子でマリの妹。
伊集院 亜衣（いじゅういん あい）
身長168cm。体重49kg。血液型AB。年齢17歳。スリーサイズは95(G)・55・84。

新沼 春美（にいぬま はるみ）
身長159cm。体重47kg。血液型A。年齢16歳。スリーサイズは94(H)・57・82。

刻野 ヒカル(本名・時野 光：ときの ひかる)
身長159cm。体重47kg。血液型A。年齢16歳。スリーサイズは88(E)・53・81。

箱根 雀（はこね すずめ）
身長160cm。体重50kg。血液型A。年齢17歳。スリーサイズは98(H)・61・88。
とある温泉宿で働く眼鏡っ娘の若女将。かなりのドジっ娘で主人公に放っておけない気持ちにさせた。そして、主人公の入浴中に……。
三鈴 真理亜（みすず まりあ）
身長168cm。体重51kg。血液型B。年齢24歳。スリーサイズは89(F)・60・90。
徹夜で新作ゲームの発売を待つ主人公と出会った、ゲーム好きなお姉さん。その後、2人は意外な場所で再会することに……。
氷山 雛（こおりやま ひな）
身長145cm。体重39kg。血液型A。年齢16歳。スリーサイズは72(A)・57・80。

加納 治美（かのう はるみ）
身長165cm。体重50kg。血液型AB。年齢17歳。スリーサイズは93(F)・60・88。

北東 秋緒（きたひがし あきお）
身長158cm。体重41kg。血液型B。年齢15歳。スリーサイズは71(A)・55・80。

三山 みなよ（みやま みなよ）
身長159cm。体重46kg。血液型A。年齢15歳。スリーサイズは82(B)・56・82。
主人公の幼馴染。現在の志望校に十分受かれるはずなのに主人公と一緒に試験勉強をしていたが、その理由は……。
秋山 玉子（あきやま たまこ）
身長163cm。体重50kg。血液型O。年齢19歳。スリーサイズは95(F)・62・80。
彼女はメイド喫茶で働く冴えない女の子だが、路地裏で暴漢に出くわした主人公の前で思わぬ姿を見せる。
滝沢 真（たきざわ まこと）
身長163cm。体重50kg。血液型AB。年齢25歳。スリーサイズは92(F)・61・90。

### 単行本第4巻
リゼット・プロヴァンス
身長189cm。体重61kg。血液型B。年齢17歳。スリーサイズは112(J)・64・95。
フランスからの留学生。学業優秀な上に異性のアプローチも毅然と退ける。そんな彼女の持つ意外な趣味とは……。
西田 つばさ（にしだ つばさ）
身長159cm。体重46kg。血液型O。年齢15歳。スリーサイズは80(B)・58・85。
主人公は中学の卒業式を迎えたが、彼女だけは泣かないだろうと予想していたが。しかし……。
北山 春未（きたやま はるみ）
身長160cm。体重47kg。血液型O。年齢15歳。スリーサイズは98(I)・56・83。

福岡 秋絵（ふくおか あきえ）
身長166cm。体重49kg。血液型A。年齢不明。スリーサイズは117(J)・59・90。
秋菜の母で、元グラビアアイドル。20年たった現在でも昔と変わらず容姿端麗で若々しい。
アイドル時代の芸名は『エイケン』の登場人物と同名の東雲京子（しののめ　けいこ）? 。
福岡 秋菜（ふくおか あきな）
身長・体重・血液型・年齢・スリーサイズは不明。
秋絵の娘。母親の秋絵と対照的にAカップの貧乳……のはずだが……
田沼 ゆかり（たぬま ゆかり）
身長162cm。体重48kg。血液型A。年齢19歳。スリーサイズは90(F)・60・84。
億劫だった飼い犬の散歩が楽しくなったきっかけは、近所の綺麗な女子大生。その女子大生の真意は……。
千代田 縁（ちよだ ゆかり）
身長160cm。体重48kg。血液型B。年齢16歳。スリーサイズは85(D)・57・81。

西 零花（にし れいか）
身長164cm。体重50kg。血液型A。年齢24歳。スリーサイズは117(K)・62・89。
健康ランドのマッサージコーナーで働く女の子。マッサージを受けた主人公の脳内を駆け巡るその光景は如何に……。
上村 琴美（うえむら ことみ）
- 身長138cm。体重34kg。血液型A。年齢20歳。スリーサイズは68(A)49・70・。

どう見ても小学生にしか見えないが大学生。一見頼りないが、意外な場面で主人公を驚かせる。
水木 一代（みずき かずよ）
身長158cm。体重46kg。血液型AB。年齢16歳。スリーサイズは83(B)59・84・。
顔を覆うほどに前髪の長い少女。常にイヤホンで何かを聴いていて、陰気な雰囲気を醸す。主人公はそんな彼女の意外な趣味を発見する。
東大寺 ゆい（とうだいじ ゆい）
身長160cm。体重49kg。血液型B。年齢16歳。スリーサイズは84(D)60・82・。

関根 春緒（せきね はるお）
身長160cm。体重48kg。血液型A。年齢16歳。スリーサイズは80(B)・59・81。

村松 美加（むらまつ ミカ）
身長158cm。体重41kg。血液型A。年齢16歳。スリーサイズは91(A)・54・82。
他の生徒に一切干渉しない転校生。その正体はMURAMATSUサーカス一座の大スターで、芸名は「プリンセス・ミーカ」。
森山 名護み（もりやま なごみ）
身長168cm。体重47kg。血液型O。年齢12歳。スリーサイズは89(E)・57・81。
急激な肉体の成長を遂げているが、中身はまだ子供。主人公はそんな名護みに手を焼いてしまう。
清水 京子（しみず きょうこ）
身長162cm。体重47kg。血液型B。年齢17歳。スリーサイズは91(F)・59・85。
彼女は水泳部の鬼キャプテン。しかし主人公は音楽室で、彼女の意外な一面を見てしまう。
椿 麗美（つばき れいみ）
身長172cm。体重50kg。血液型AB。年齢25歳。スリーサイズは103(J)・60・90。
主人公の学校の生活指導担当の教師。他人にも自分にも厳しい性格。ある日ゲームセンターに行った主人公は、そこで「女王（クィーン）」と称される凄腕のゲーマーと対戦するが……。
宙豆 おもち（そらまめ おもち）
身長159cm。体重50kg。血液型A。年齢18歳。スリーサイズは114(L)・60・89。
床屋で働く見習いの理髪師。並外れた大きな胸の持ち主であり、図らずと主人公を翻弄する。
三神 祀里（みかみ まつり）
身長173cm。体重51kg。血液型AB。年齢18歳。スリーサイズは98(I)・60・87。
下町の祭りで御輿担ぎを行う女の子。ある祭りの日に、主人公と共に雨宿りをすることになり……。
向島 まひる（むこうじま まひる）
身長168cm。体重49kg。血液型O。年齢24歳。スリーサイズは109(J)・62・90。
主人公がよく行く花屋のお姉さん。いつもにこやかな笑顔。ある日急な雨に降られた主人公は、花屋で雨宿りをさせてもらうことになるが……。
七瀬 正緒（ななせ まさお）
身長140cm。体重37kg。血液型AB。年齢16歳。スリーサイズは82(D)・52・80。

長住 千枝（ながずみ ちえ）
身長182cm。体重49kg。血液型A。年齢18歳。スリーサイズは79(A)・55・84。

黒枝 小豆（くろえ あずき）
身長152cm。体重42kg。血液型A。年齢16歳。スリーサイズは75(A)・54・79。
日本刀を持つ謎の少女。この回のみ殺伐とした雰囲気に描かれており、他とは一線を画す設定がされていた。